# PCR-OLA
PCR-OLA (od ang. polymerase chain reaction – oligonucleotide ligation assay), test ligacji oligonukleotydów, oznaczanie metodą ligacji oligonukleotydów – modyfikacja łańcuchowej reakcji polimerazy (PCR), w której dwa oligonukleotydy lub sondy o długości nie większej niż 20 nukleotydów hybrydyzują z szukaną sekwencją DNA. Technika ta opiera się na właściwościach ligazy DNA, która włącza się do nukleotydów, tworząc wiązanie kowalencyjne między dwoma oligonukleotydami. Do połączenia substratów z produktem dochodzi tylko wtedy, kiedy sekwencje są komplementarne do siebie. Nawet pojedyncze niedopasowanie pary zasad w dwóch niciach znacznie zmniejsza wydajność reakcji łączenia nici. Komponentami tej reakcji są trzy sondy oligonukleotydowe i dwie sondy allelospecyficzne. Jedna sonda oligonukleotydowa jest komplementarna do sekwencji z miejscem polimorficznym i również jedna z sond posiada na końcu 3′ nukleotyd komplementarny do miejsca ze zmianą nukleotydową.

## Przebieg badania
PCR-OLA składa się z dwóch etapów. W pierwszym dwie sondy, które mają być hybrydyzowane z szukanym DNA, leżą bezpośrednio obok siebie. Jedna musi zawierać grupę reporterową, wyznakowaną izotopem fosforu 32P lub fluoroforem, a druga grupę rozpoznawczą do immobilizacji, na przykład biotynową, która może być wychwycona przez streptawidynę unieruchomioną na stałym podłożu. W drugim etapie sąsiednie sondy, doskonale zhybrydyzowane z szukanym DNA, są łączone ligazą DNA. Wtedy sygnał ligacji przechwytuje streptawidynę i jest wykrywany za pomocą autoradiografii lub fluorografii.

## Historia
Metodę OLA opracowano w 1988 roku jako pierwszą metodę, która wykrywała genotyp DNA z wykorzystaniem procesu ligacji. Amplifikacja PCR-OLA tylko dla szukanego DNA zwiększała czułość testu, umożliwiając nieradioaktywną detekcję uzyskanych wyników. Opracowano wtedy czuły, specyficzny i wysokowydajny test OLA do wykrywania genotypowego ludzkiego wirusa niedoboru odporności typu 1 (HIV-1) odpornego na proteazę, zatwierdzony przez amerykańską Agencję Żywności i Leków. Badanie to dowiodło, że OLA może być używany do wykrywania genotypu HIV-1 (typ dziki lub mutant) jako metoda diagnostyki genetycznej.

## Zastosowanie
Do badań, w których można stosować metodę OLA, należą analiza chorób genetycznych o znanych mutacjach oraz analiza patogenów wirusowych i bakteryjnych.